# ハインリヒ・ホルライザー
ハインリヒ・ホルライザー（Heinrich Hollreiser, 1913年6月24日 ミュンヘン - 2006年7月24日 オーストリアのシェッファウ・アム・ヴィルデン・カイザー）はドイツの指揮者。一般にオペラ指揮者ならびにオペレッタ指揮者として認識されており、とりわけ往年の名女声歌手ギネス・ジョーンズとのコンビで知られる。

## 略歴
ミュンヘン音楽演劇高等学校に学び、ヴィースバーデン、ダルムシュタット、マンハイム、デュースブルクの歌劇場の指揮者を歴任する。1942年から1945年までデュッセルドルフ歌劇場の音楽監督に就任し、1945年から1951年までベルリン・フィルハーモニー管弦楽団およびバンベルク交響楽団、北ドイツ放送交響楽団、ケルン放送交響楽団、フランクフルト放送交響楽団の演奏会でも指揮を執った。この間、マドリッドやバルセロナのほか、クリーヴランド管弦楽団にも客演する。1951年よりウィーン国立歌劇場にて常任指揮者を勤め、ストラヴィンスキーの《放蕩者のなりゆき》のオーストリア初演を実現させた。
モーツァルトの歌劇やワーグナーとリヒャルト・シュトラウスの楽劇、ヨハン・シュトラウスのオペレッタを得意とし、確かな様式感と豊かな音楽性によって、衒いのない自然な音楽作りを行なった。コルンゴルトの楽劇《死の都》のビデオは評価が高い。オペラのほかでは、バレエなどの舞台音楽にも卓越した解釈を残している。
日本へは、1959年の大阪国際フェスティバルにウィーン国立歌劇場メンバーとともに初来日して以降、1963年にカール・ベームとベルリン・ドイツ・オペラをはじめ、1990年代まで度々訪れ、オペラの指揮に取り組んだ。